# ローマ帝国初期のゲルマニア戦役
ローマ帝国初期のゲルマニア戦役（ローマていこくしょきのゲルマニアせんえき）では、紀元前12年から紀元後16年までに行われた、ローマ帝国によるゲルマニア（対ゲルマン諸部族）遠征について述べる。

## 概要
紀元前17年にマルクス・ロリウス率いる第5軍団アラウダエがシカンブリ族、ウシペテス族、テンクテリ族に攻撃され壊滅した事件（ロリウスの悲劇）を受けて、皇帝アウグストゥスは直ちにガリア全域の交通網を整備し、ネロ・クラウディウス・ドルスス（大ドルスス）にライン川以東のゲルマニア遠征を命じた。紀元前13年にガリアに入った大ドルススは、ライン川国境の防御を固めた後、紀元前12年にライン川を越えてゲルマニアに侵攻した。
さらに紀元前11年から紀元前9年にかけて毎年、大ドルススは3度の遠征を行った。紀元前10年の戦役では、彼はローマ人として北ヨーロッパの最も東方に到達したとして称えられた。その後も、大ドルススの跡を継ぐ将軍たちが紀元後16年までライン川の東へ侵攻し続けた。とくに有名なのは、9年のプブリウス・クィンティリウス・ウァルスによる遠征である。この時、かつてローマの同盟者だったケルスキ族のアルミニウスが反旗を翻し、ウァルスの軍団はトイトブルク森の戦いでほぼ全滅した。これまでの戦いはエルベ川以西のゲルマニアをローマ帝国に併合することが目的だったが、ウァルスが壊滅的敗北を喫してからは、その報復とゲルマン人に対する軍事的優勢の誇示が遠征の目的に変わっていった。紀元16年、皇帝ティベリウスの養子ゲルマニクスによる遠征が、帝国初期にローマがゲルマニアに大規模に侵攻した最後の戦役となった。ティベリウスはゲルマニアへの帝国拡張を諦め、以降はマルクス・アウレリウス・アントニヌス帝によるマルコマンニ戦争まで150年にわたって、両者が大規模に衝突することはなかった。

## 背景
紀元前27年、ローマで政権を握ったアウグストゥスは、ガリアの反乱を鎮圧するべくマルクス・ウィプサニウス・アグリッパを派遣した。この時、ガリアの反乱軍のもとにゲルマニアから武器が流れていた。当時のローマはライン川流域（ラインラント）まで強い軍事的支配を及ぼしておらず、ガリアへ侵入する者がいた時に懲罰遠征をおこなう程度だった。しかしガリアを守るためには、あらゆる抵抗の芽を摘む必要があった。
ローマがガリアを平定した後、紀元前20年にマルクス・ウィプサニウス・アグリッパがガリア中へローマ街道などのインフラを整えた。これによりライン川周辺への影響力を強めたうえで、紀元前19年から紀元前17年にかけてライン川沿いに城塞線が築かれた。アウグストゥスは、この国境をさらに押し広げることが後の帝国の繁栄につながると考え、ライン川以東のゲルマニアを目下の征服目標に据えた。
紀元前17/6年、シカンブリ族・ウシペテス族・テンクテリ族がライン川の東方でローマ軍兵士を捕らえ処刑したのを皮切りに、川を渡ってローマ軍騎兵隊を攻撃した。マルクス・ロリウス率いるローマ第5軍団は、軍旗の鷹（アクィラ）を奪われる大敗を喫した（Clades Lolliana）。これを受けて、アウグストゥスは侵入者をライン川以東に押し戻して和平を結んだうえで、ガリアのローマ軍を増強し、ライン川を越えてゲルマニアに侵攻する準備を始めた。
紀元前16年から紀元前13年にかけて、アウグストゥスは自らガリアに赴き、入念な遠征準備を行った。彼はルグドゥヌム（現リヨン）に造幣所を建設して兵士に給料を支払う体制を整え、ガリアで人口調査をして税収予測をたて、ライン川西岸の基地同士の連携体制を築かせた。

## 戦役前期 (紀元前12年-紀元後9年)

### 大ドルススの遠征

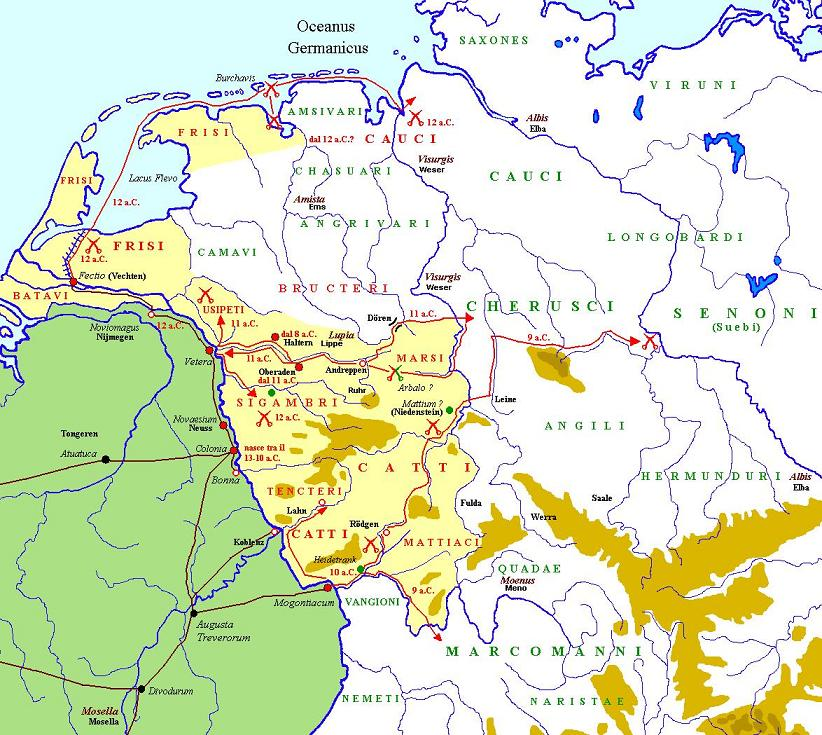
ゲルマニアにおける大ドルススの進路

紀元前13年、アウグストゥスの継子で軍事経験に富んだネロ・クラウディウス・ドルスス (大ドルスス)がガリア総督として赴任した。翌年、ガリアで人口調査と税収制度改革に抵抗する反乱が起きた。この紀元前12年のほとんどを、大ドルススは敵情偵察、補給の整備、軍や基地の連携の確認、ライン川沿いでの要塞建設などに費やした。この時に成立した要塞都市は、以下のとおりである。
まず大ドルススは、侵攻してきたスガンブリ族とウシペテス族を撃退し、逆にライン川を越えて報復攻撃をかけた。これが、ローマ帝国による28年間にわたるライン川越境遠征の始まりとなった。
大ドルススは最初にウシペテス族の地に侵攻し、そこから北上してシカンブリ族の土地を蹂躙した。またライン川を下って現在のネーデルラントに再上陸し、フリーシー族を征服して自らの同盟者とした。次には現在のニーダーザクセン州にあたる地域に住んでいたカウキー族を攻撃した。最終的に、大ドルススの軍勢は冬にライン川を渡ってローマへ帰還した。
紀元前11年春、大ドルススは第2次遠征に出てライン川を渡った。まずウシペテス族を服属させ、さらに東進してウィスルギス（ヴェーザー川）まで至った。そこから、エムス川とエルベ川の間にまたがっていたケルスキ族の土地に入り、ヴェーザー川まで押し込んだ。ローマ帝国史上、ライン川方面からゲルマニアに侵入した例としてはこれがもっとも東方へ到達した遠征となった。しかし補給の懸念や冬の到来を前にして、大ドルススは一旦友好的な部族の土地へ後退した。その間に、彼の軍団はゲルマン人の地形を生かした襲撃に晒され、壊滅寸前まで追い込まれた。
紀元前10年、大ドルススは執政官に就任した。またこの年、ローマのヤヌス神殿の扉が閉じられた。これは戦争が終結し、ローマに平和が訪れたことを示すものだが、実際にはゲルマニアでの戦争は終わらなかった。大ドルススは春にライン川を渡り、その年の大部分をカッティ族との戦争に費やした。この第3次遠征で、大ドルススはカッティ族やその他のゲルマン部族を征服し、前年と同様にローマへ戻った。
紀元前9年、執政官大ドルススは、凶兆が報告されていたにもかかわらず第4次遠征を決行した。再びカッティ族を攻撃した後、スエビ族の領域まで侵攻した。しかしこの遠征は困難に満ちたもので、ゲルマン人の襲撃を撃退するたび、ローマ軍も大きな損害を出した。その後、ケルスキ族を攻撃し、これが逃げるのを追ってヴェーザー川を渡り、エルベ川まで至った。カッシウス・ディオによれば、大ドルススらは「行く先にあるあらゆる物を略奪した」。オウィディウスは、大ドルススが帝国の版図を最近発見されたばかりの土地にまで広げた、と述べた。しかしライン川へ向けて帰還する途中、大ドルススは落馬して重傷を負い、その傷が壊疽を起こして30日後に死去した。
大ドルススが病と聞いたアウグストゥスは、直ちにその兄ティベリウスを派遣した。その時パヴィーアにいたティベリウスは急いで大ドルススのもとに向かい、辛うじて弟が息を引き取る前に間に合った。

### ティベリウス、アヘノバルブス、ウィニキウスの遠征

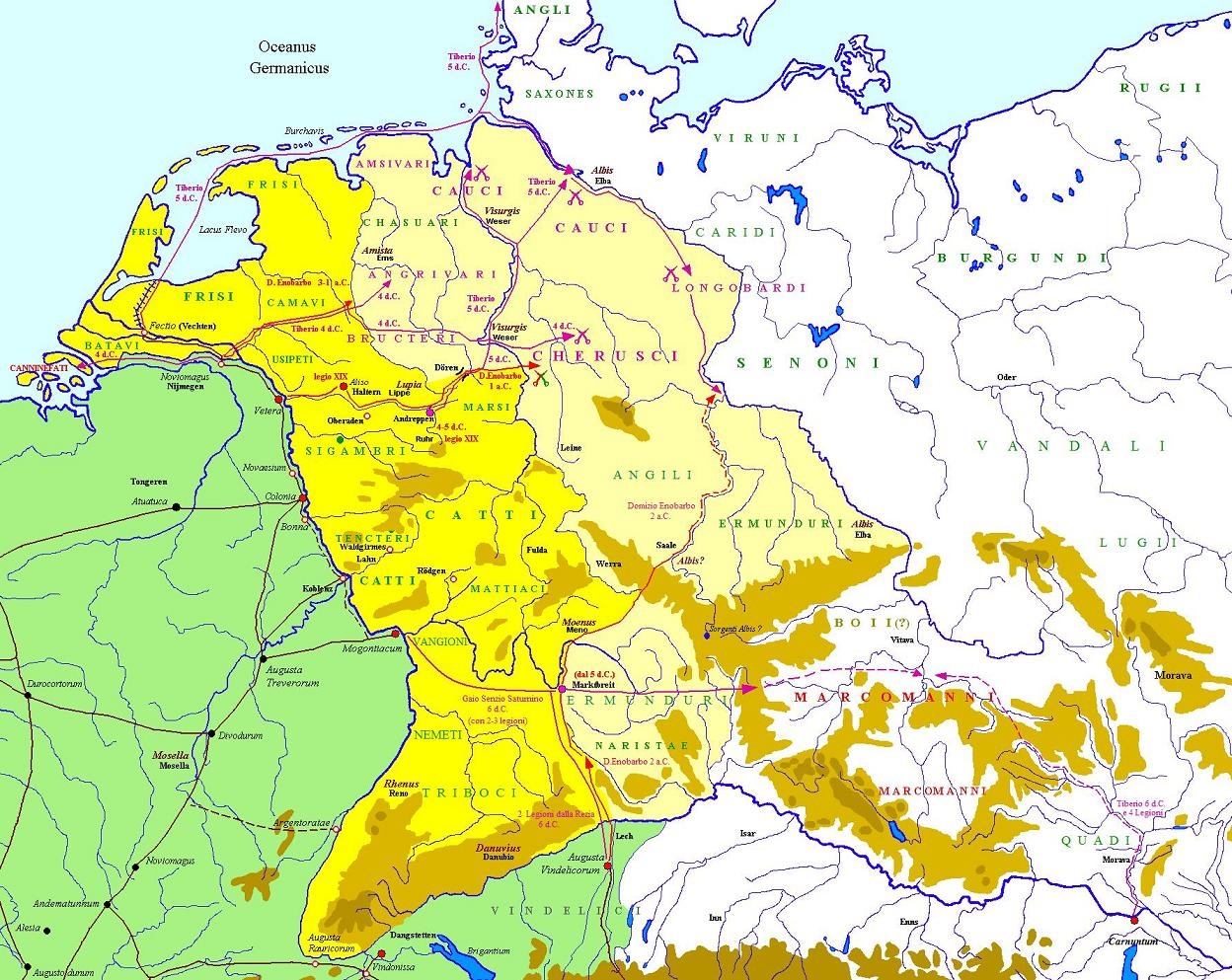
紀元前3年-6年のティベリウスとルキウス・ドミティウス・アヘノバルブスの進路

大ドルススの死後、ライン川の軍団の指揮権を与えられたティベリウスは、紀元前8年と紀元前7年の2度にわたりゲルマニアに侵攻した。彼の軍はライン川とエルベ川の間をめぐり、シカンブリ族を除けばあまり抵抗を受けなかった。ティベリウスはシカンブリ族をほぼ全滅させ、生き残った者をライン川西岸に送って常に監視できるようにした。同時代の歴史家ウェレイウス・パテルクスが、ゲルマニアは本質的には力で制圧されたと述べる 一方で、6世紀のカッシオドルスは、エルベ川とライン川の間のすべてのゲルマン人がローマに服従していたと主張している。実際のゲルマニアの戦況は、帝国の喧伝したところとは大きく異なっていた。
紀元前6年、アウグストゥスはルキウス・ドミティウス・アヘノバルブスをゲルマニア方面の司令官に任じた。アヘノバルブスは紀元前3年にエルベ川を越えるところまで侵攻し、ライン川とエルベ川の間の沼沢地にポンテス・ロンギ(pntes longi)と呼ばれる道を整備した。翌年、ローマとケルスキ族の間で戦争が勃発した。ケルスキ族の上層部はローマと強いつながりを持とうとしていたが、部族全体としては20年にわたりローマに抵抗し続けた。エルベ川まで直結するインフラまで整備したアヘノバルブスであったが、ケルスキ族の抵抗勢力にうまく対処できなかった。紀元前2年、アウグストゥスはアヘノバルブスをローマへ呼び戻し、後任として軍人経験豊富なマルクス・ウィニキウスが任命された。
紀元前2年から紀元後4年まで、ウィニキウスは5個軍団をゲルマに置いて指揮を執った。彼がゲルマニアに赴任したころ、多くのゲルマン部族が反旗を翻しており、ウェレイウス・パテルクスが「大規模な戦争」と呼ぶほどの状況になっていた。ところが、この後この戦争に言及している文献はない。ローマに帰ったウェレイスが凱旋式を行っていることからも、彼が反乱鎮圧で見事な手腕を振るったことが推測できる。
紀元後4年、アウグストゥスは再びティベリウスをゲルマニアに派遣した。ティベリウスはまずカナネファテス族、アットゥアリイ族、ブルクテリ族を征服し、ケルスキ族を服属させた。その後すぐに、彼はケルスキ族が「ローマ人の友」であると宣言した。5年、ティベリウスはカウキー族を攻撃し、川と陸の両面からゲルマニアの奥地まで突き進んだ。ローマ艦隊と軍団はエルベ川で合流に成功したが、ティベリウスは征服地に占領部隊を残すことなく夏の終わりに西方へ撤退した。彼の軍はライン川へ戻る途中でゲルマン人の襲撃を受けたが、撃退した。
ティベリウスの遠征の後、ケルスキ族の上層部はローマの特別な友人となった。この友好関係は、ケルスキ族の族長一族が立役者となった。その中には、族長の息子で当時22歳前後だったアルミニウスもいたが、彼は後にローマ帝国への一大対抗勢力を率いることになる。ティベリウスは族長一族にケルスキ族の統治を任せるとともに、ケルスキ族にゲルマン人の中での自由な地位を与えた。その代わり、彼はケルスキ族を監視するためリッペに冬営地を建設した。
6年の時点で、ローマ側の見解では、ゲルマン人諸部族は未征服のものでもおおむね平和的になったと考えられていた。唯一大きな抵抗勢力として残っていたのが、マルボドゥウス率いるマルコマンニ族だった。ローマ帝国はゲルマニア、イリュリクム、ラエティアから12個軍団を結集して大攻勢をかけようとしたが、イリュリクムでバトの反乱が起きたため、ローマ帝国はマルボドゥウスをマルコマンニ王と認めることで和解した。
ローマ帝国の戦略の一つとして、厄介な部族を目の届く土地に移住させ、単に同盟を組む以上に強い統制下におく、というものがあった。前述のように、ティベリウスは大ドルススを苦しめたシカンブリ族をライン川西岸に移し、ローマ軍の手元で監視できるようにした。

## ウァルスの遠征

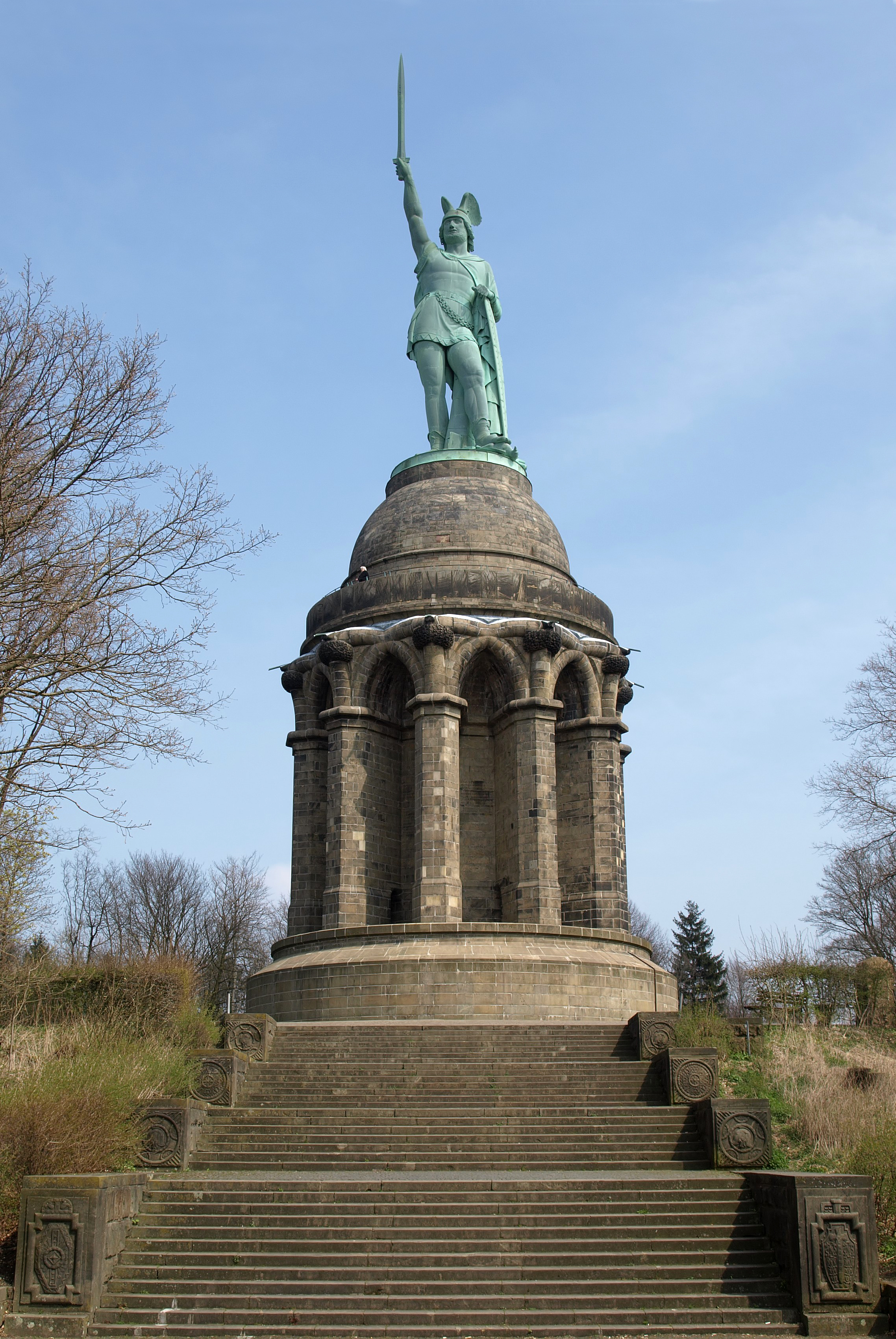
トイトブルクの森（ノルトライン＝ヴェストファーレン州）に立つアルミニウスの像

### トイトブルク森まで
ティベリウスが反乱鎮圧のためイリュリクムへ発った後、アウグストゥスはプブリウス・クィンクティリウス・ウァルスをゲルマニア方面の司令官とした。大ゲルマニアの地はおおむね平定されたと見なされていたため、ウァルスはこの地を帝国に編入する作業に取り掛かった。アウグストゥスは軍事的に行われるこの事業の中で反乱が起きるリスクを考え、経験ある将軍であるウァルスにこの任務を託したのである。もはや大規模な軍事行動は終わり、卓越した才能を持つ司令官を投入する必要はないという判断であった。
ウァルスは、他のローマが征服した土地でしてきたのと同じように、税制などの改革をゲルマン人に課した。しかしこれに反発したゲルマン人諸部族は、ケルスキ族のアルミニウスを新たな指導者として結集し始めた。もともとアルミニウスはローマの同盟者とされており、ローマ軍に与して戦ったこともあった。今回のウァルスの遠征でも、アルミニウスはローマ第17軍団、第18軍団、第19軍団に同行して、ゲルマニアの征服完遂に協力していた。
9年の遠征の前半の状況はよく分かっていない。ヴェーザー川の基地を発ってクサンテンに帰還する途中、ウァルスはアルミニウスから、ローマ軍の駐屯地の西方で小規模な反乱が起きたという報告を受けた。ライン川西岸へ帰る途中のローマ軍団からすると、2日ほどの距離しか離れていない地での小反乱を鎮圧しに向かっても、ほんの回り道をするだけのように見えた。ウァルスは反乱鎮圧に向かいつつ、アルミニウスが自分の部族を率いて援軍に来ることを期待していた。しかしこの時、アルミニウスはローマ軍団を奇襲する手筈を整えていた。一方のウァルスは、反乱は大きな問題ではないと考え、襲撃を受けた場合の対策を特に用意していなかった。

### トイトブルク森の戦い―アルミニウスの勝利
ローマ軍の主力はイリュリクムでの反乱鎮圧に忙殺されており、ウァルス率いるわずか3個軍団からなるゲルマニア方面軍はゲルマニアの奥地で孤立していた。カルクリーゼ城（現オスナブリュック郡）に向かうローマ軍は、現地の地形に通じたゲルマン人偵察兵を先行させていた。しかし彼らまでもアルミニウスの策略の一端を担っており、ローマ軍の元に戻った偵察兵たちは前途が安全であると虚偽の報告をした。それどころかウェルズやAbdaleによれば、彼ら偵察兵は敵のゲルマン人たちにローマ軍の到来を知らせ、奇襲の態勢を整える時間を与えていた。
街道を北上するローマ軍の縦隊は、西側の丘を迂回するように進んでいた。丘は樹木が茂り、周囲は湿った土地になっていて、東には林、北には沼沢地が広がっていた。ただこの沼地は、丘の北東で曲がるまではローマ軍の視界に入っていなかった。ローマ軍が丘のふもとのぬかるんだ道を進んでいた時、縦隊の先頭部が襲撃された。さらに左手の丘の林の中から大きな雄叫びが上がるとともに、ローマ軍に向けて投槍が降り注がれた。急な攻撃を受けたローマ軍はパニックに陥り、統制を失った。包囲されたローマ軍は、密集した陣形とぬかるんだ土のせいで、まともに反撃することができなかった。
十分ほど後、ようやく中軍のウァルスの元に知らせが届いた。狭い地形と部隊の混乱のため、中軍と先鋒の連絡がうまく取れなくなっていた。襲撃が大規模なものであることに気づけなかったウァルスは、先頭の部隊を救うため中軍を前進させた。しかしこれによって林の中へ押し出されたローマ兵たちは、さらに激しいゲルマン人の攻撃にさらされた。ここに至ってローマ軍の中軍や後衛は四方へ逃げ出し始めた。しかしそのほとんどは沼地に脚を取られ、殺された。ウァルスはおそらくここで自軍の状況を悟り、自分の剣で自殺した。ほんのわずかなローマ兵が、森の中で息をひそめて隠れながら、クサンテンの冬営地に帰還することができた。

## 「ウァルスの悲劇」以降

### ティベリウスの遠征

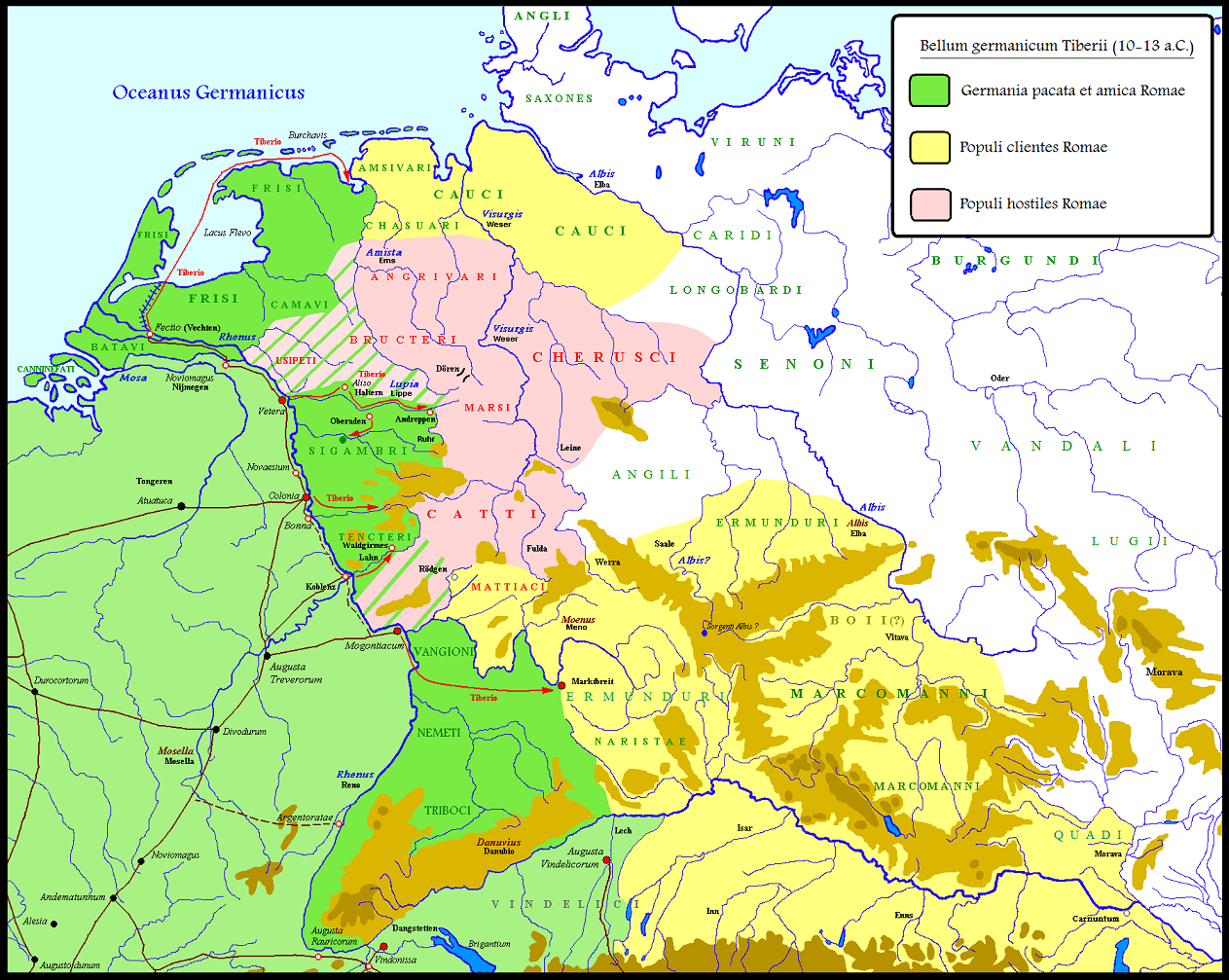
10年-12年のティベリウスとゲルマニクスの進路。桃色の領域はアルミニウス率いる反ローマ包囲網、濃緑の領域はローマに従い続けた部族の領域、黄色はローマの衛星国/部族。

トイトブルク森での敗北により、ゲルマニアの平定が未だ終わっていなかったことが明らかとなった。10年、アウグストゥスはティベリウスを再びライン川地方に派遣し、鎮定にあたらせた。ティベリウスはライン川の防衛線に要塞を増設するなど、防衛体制を固め、散り散りになっていた軍団を再編成した。また彼は軍を鍛えなおし、小規模な部隊を率いてライン川を越え遠征した。ウェレイウスは、ティベリウスはここで非常な成功をおさめたと述べている。
ただ、現代の歴史家シーガーとウェルズは、ウェレイウスの記録はかなり誇張が含まれているとしている。シーガーは、ティベリウスはイリュリクムで培った戦術をうまく使って成功したが、その攻撃は「懲罰略奪という以上のものではなかった」と述べている。ティベリウスは兵の命を危険にさらすリスクを抑えようとしたため、ゲルマニアの奥地へ深入りすることはなく進軍も慎重で遅かった。敵の集落に着くと、彼の軍は畑を荒らし、家屋を焼き、人々を追い払った。スエトニウスによると、ティベリウスは基本的に書面で命令を伝え、疑問が呈された時にはじかに相談した。
11年と12年の遠征では、ティベリウスの甥で養子のゲルマニクスが参加した。ティベリウスとゲルマニクスはともにライン川を渡り、これまでのティベリウスが展開した作戦と同様に慎重にゲルマニアを回った。この遠征は、ウァルスの仇を討つためにブルクテリ族とマルシ族を攻撃しようというものだったが、目立った戦果を挙げることができなかった。ただ、ローマの同盟者マルボドゥウス率いるマルコマンニ連合がアルミニウス率いる反ローマ連合をよく押しとどめ、彼らがライン川を越えてガリアやイタリアに侵攻してくるのを防いだ。12年冬、ティベリウスとゲルマニクスはローマへ帰還した。

### ゲルマニクスの遠征
翌13年、アウグストゥスはゲルマニクスをライン川方面の司令官に任命した。14年8月、アウグストゥスが死去し、元老院がティベリウスをプリンケプス、次期皇帝とした。タキトゥスやカッシウス・ディオらローマの歴史家たちは、アウグストゥスが死に際して拡張政策を取りやめるよう遺言したと伝えている。これが事実であるかどうかは定かでないが、少なくともティベリウスは莫大な金銭的・軍事的資源を費やす拡張政策を止めなければならないと考えていた。
この時点で、ライン川方面にはローマ帝国軍の3分の1にあたる8個軍団が駐屯していた。うち4個軍団はゲルマニア・インフェリオルのアウルス・カエキナ・セウェルスの指揮下に置かれ、第5軍団アラウダエと第21軍団ラパクスがクサンテンに、第1軍団ゲルマニカと第20軍団ウァレリア・ウィクトリクスがケルン近くに配置された。またゲルマニア・スペリオルには、ガイウス・シリウスの指揮下で第2軍団アウグスタ、第13軍団ゲミナ、第16軍団ガリカ、第14軍団ゲミナ)の4軍団が置かれた。
14年から16年にかけて、ゲルマニクスはライン川を渡ってゲルマニアに侵攻し、アルミニウスやその同盟者たちと戦った。タキトゥスによれば、この戦争はウァルスの仇討ちが目的で、領土拡張を志したものではなかった。そのため、ローマ軍がいくつかの小規模な衝突で勝利したと言っても、アルミニウスがウァルスを倒して以来の大勢を変えるには至らなかった。
9年のトイトブルク森の戦いで2万人のローマ軍団兵・補助兵が戦死したが、ゲルマニクスの遠征を通してみるとそれを上回る2万から2.5万人のローマ兵が戦死したと考えられている。合わせると、9年から16年までの間に4万人に上るローマ兵がゲルマニアに消えたことになる。